# Лимбуш
Лимбуш (на словенски: Limbuš) е село в Словения, Подравски регион, община Марибор. Според Националната статистическа служба на Република Словения през 2002 г. селото има 2022 жители.